# Tulbagh
Tulbagh (d'abord appelée Roodezand) est une petite ville d'Afrique du Sud située dans la province du Cap-Occidental. Elle fut rebaptisée en 1804 en hommage à Ryk Tulbagh, gouverneur de la colonie du Cap de 1751 à 1771.

## Géographie

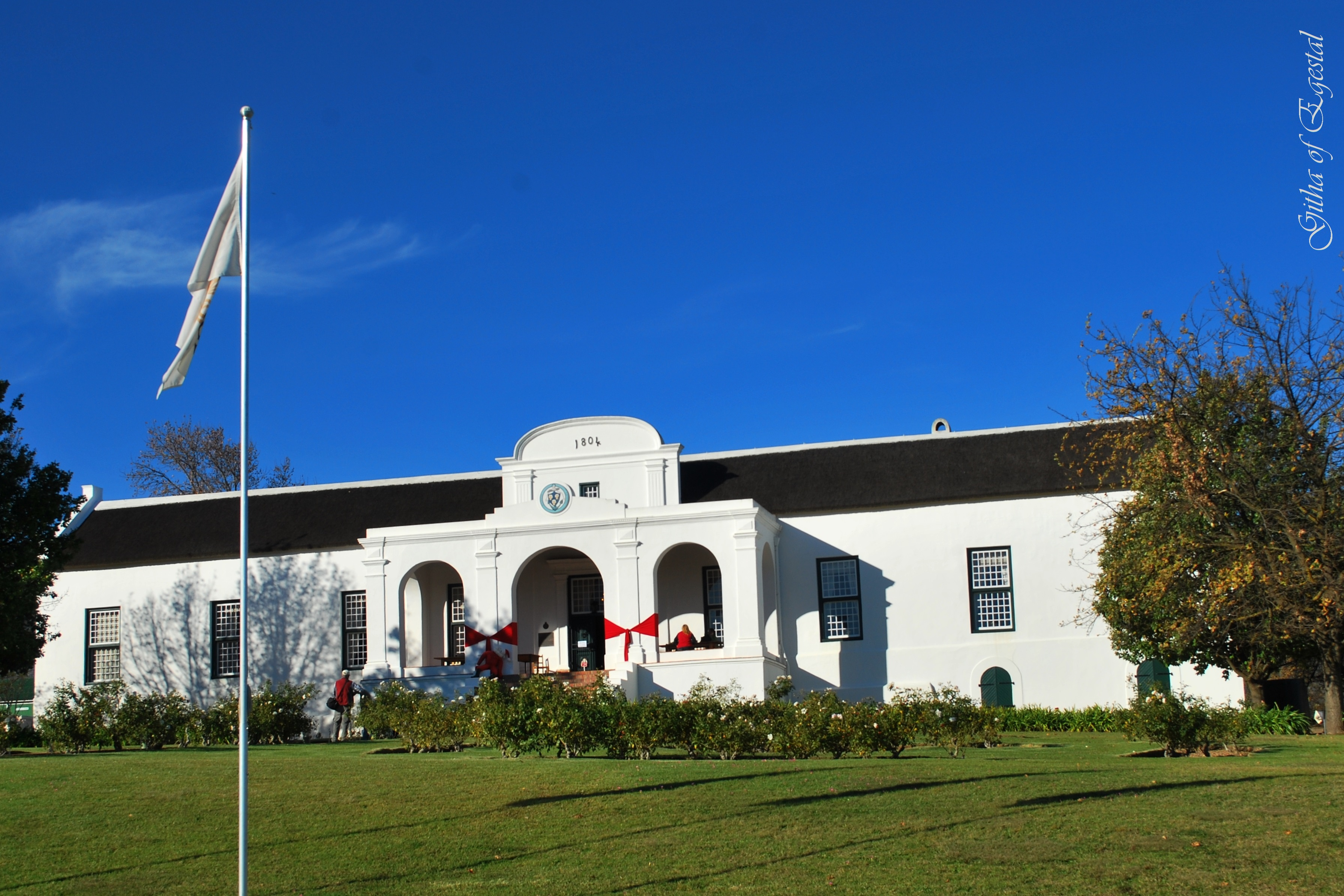
Le Drotsdy (1804).

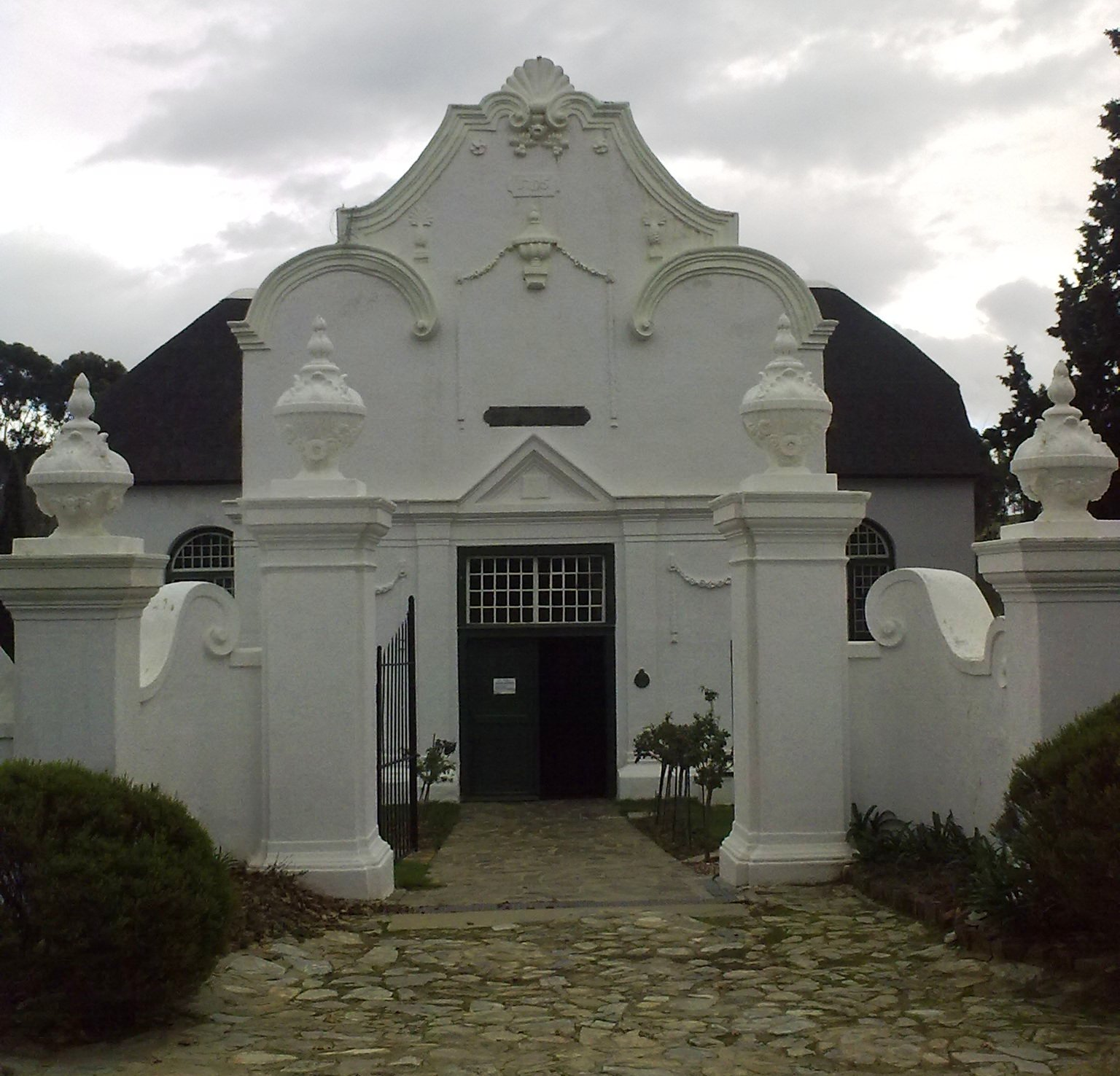
Old Church Museum (1754).

Tulbagh est situé dans un bassin viticole, à 65 km au nord-est de Paarl et à 120 km au nord est de la ville du Cap. L'axe majeur et rue principale de Tulbagh est Van der Stel Str.
Le bassin de Tulbagh est bordé par des montagnes, il est drainé par la rivière Klein Berg et ses affluents.

## Démographie
Selon le recensement de 2011, les 8 969 résidents de Tulbagh sont majoritairement issus des populations coloureds (69,35 %). Les noirs, majoritaires dans le pays, représentent 22,69 % des habitants et les blancs, 6,95 % des résidents. 
La majorité des habitants réside dans les quartiers à l'est et au sud-est de Tulbagh. Les blancs résident davantage dans le quartier autour de church et van der Stel St (ouest et nord ouest).
Les habitants ont majoritairement l'afrikaans pour langue maternelle (74,40 %).

## Historique
La vallée de Tulbagh fut longtemps habitée par des bushmen et des Khoïkhoïs. Au XVIIe siècle, les premiers pionniers néerlandais et français commencèrent à explorer la vallée. Un hameau y est fondé en 1743 au cœur d'un bassin d'abord appelé Roodezand (sable rouge), que le gouverneur Willem Adriaan van der Stel avait nommé, en 1699, "pays des Waveren" en l'honneur du nom de famille de ses ancêtres côté maternelle. La région et le district prennent finalement en 1804, le nom de Tulbagh nommé d'après le gouverneur Ryk Tulbagh.
La ville de Tulbagh se développe lentement au cœur d'une région consacrée à la viticulture, au pied des montagnes de Winterhoek et de Witzenberg.
En septembre 1969, Tulbagh et la région du Boland sont frappés par un important tremblement de terre. De nombreux bâtiments de Tulbagh sont fortement endommagés ou détruits, notamment de nombreuses demeures historiques situées sur Church street. D'importantes restaurations sont alors mises en œuvre permettant de sauver ou de reconstruire à l'identique ces demeures.

## Administration
Tulbagh est administré par la municipalité locale de Witzenberg.

## Tourisme
Parallèle à van der Stel str, Church Street concentre à ce jour le plus grand nombre de demeures de type edwardien, victorien et hollandais du Cap (Cape-dutch) de tout le pays. La plupart de ces demeures sont protégées et inscrites au patrimoine provincial ou au patrimoine national. 

### Galerie

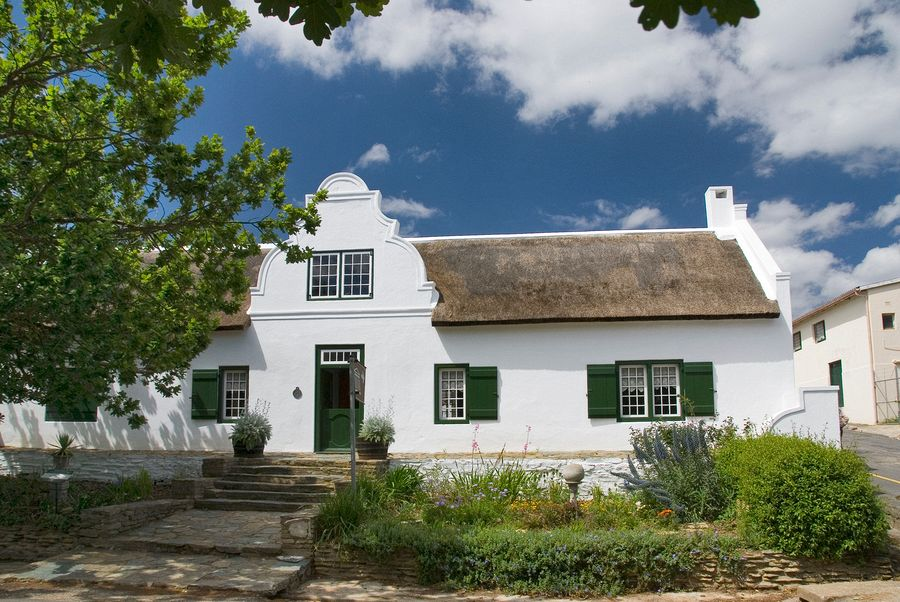
Maison de style Cape Dutch au 22 church street
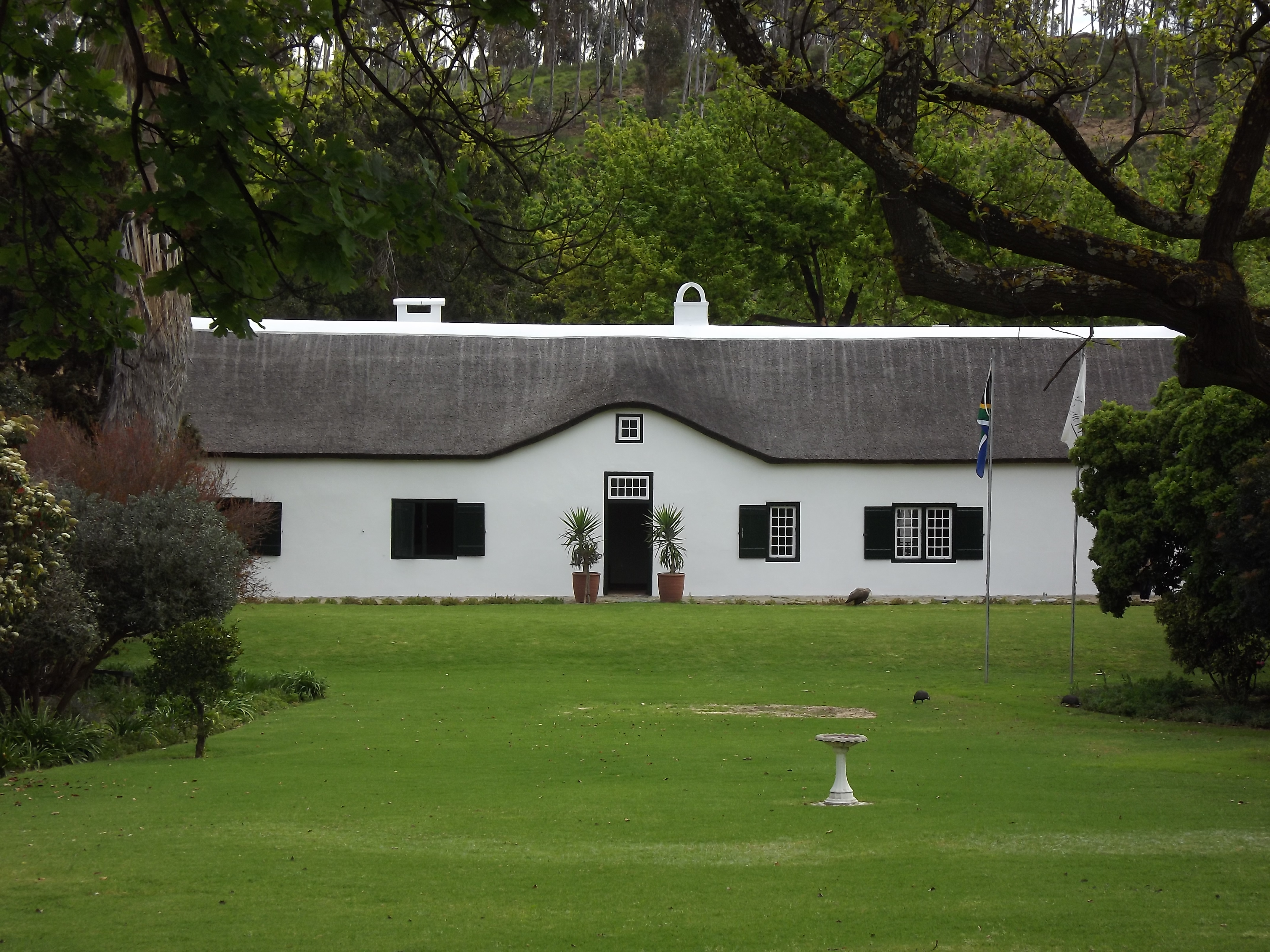
Maison de style Cape Dutch au 23 church street
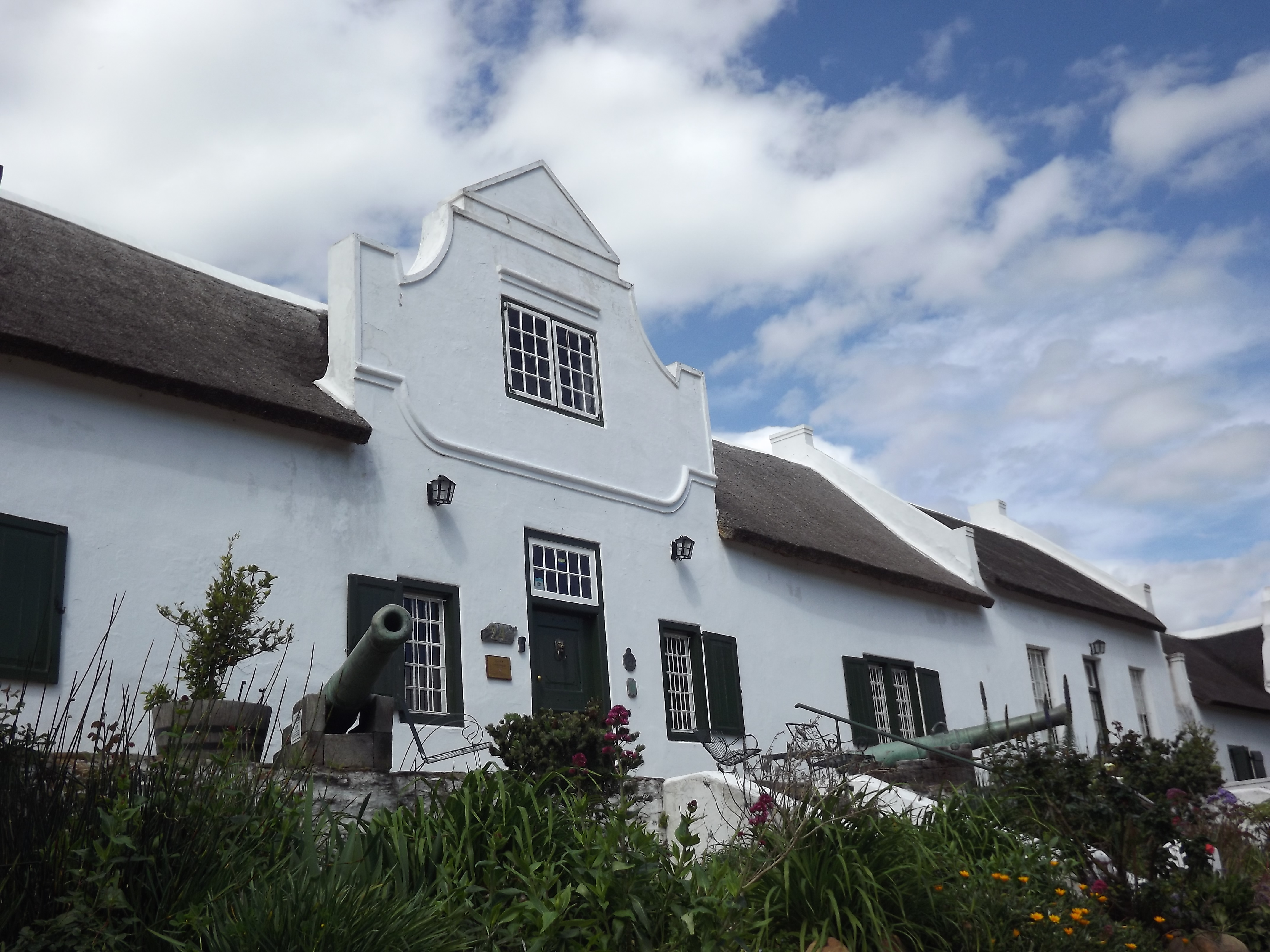
Maison de style Cape Dutch au 24 church street
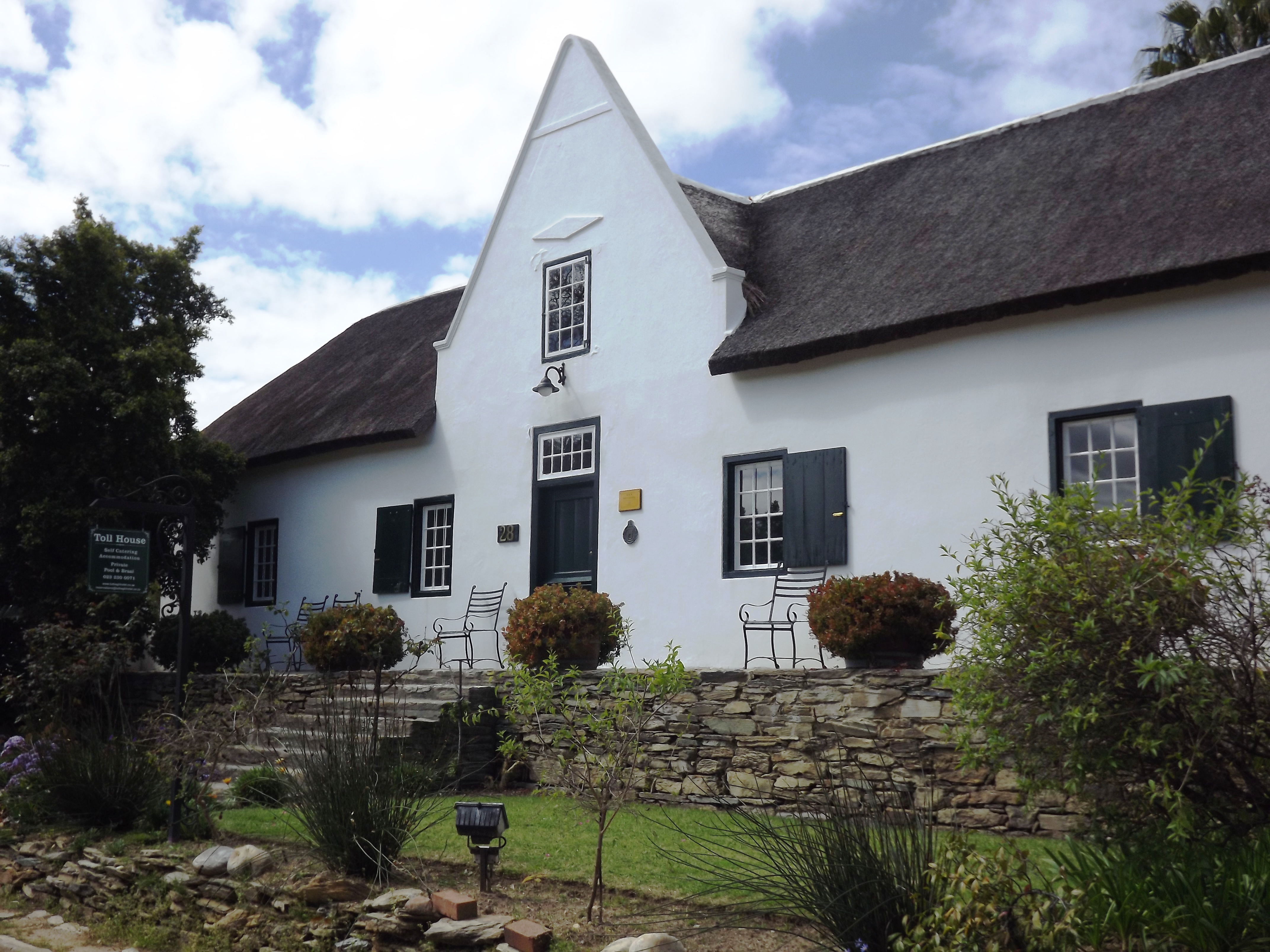
Maison de style Cape Dutch au 28 church street
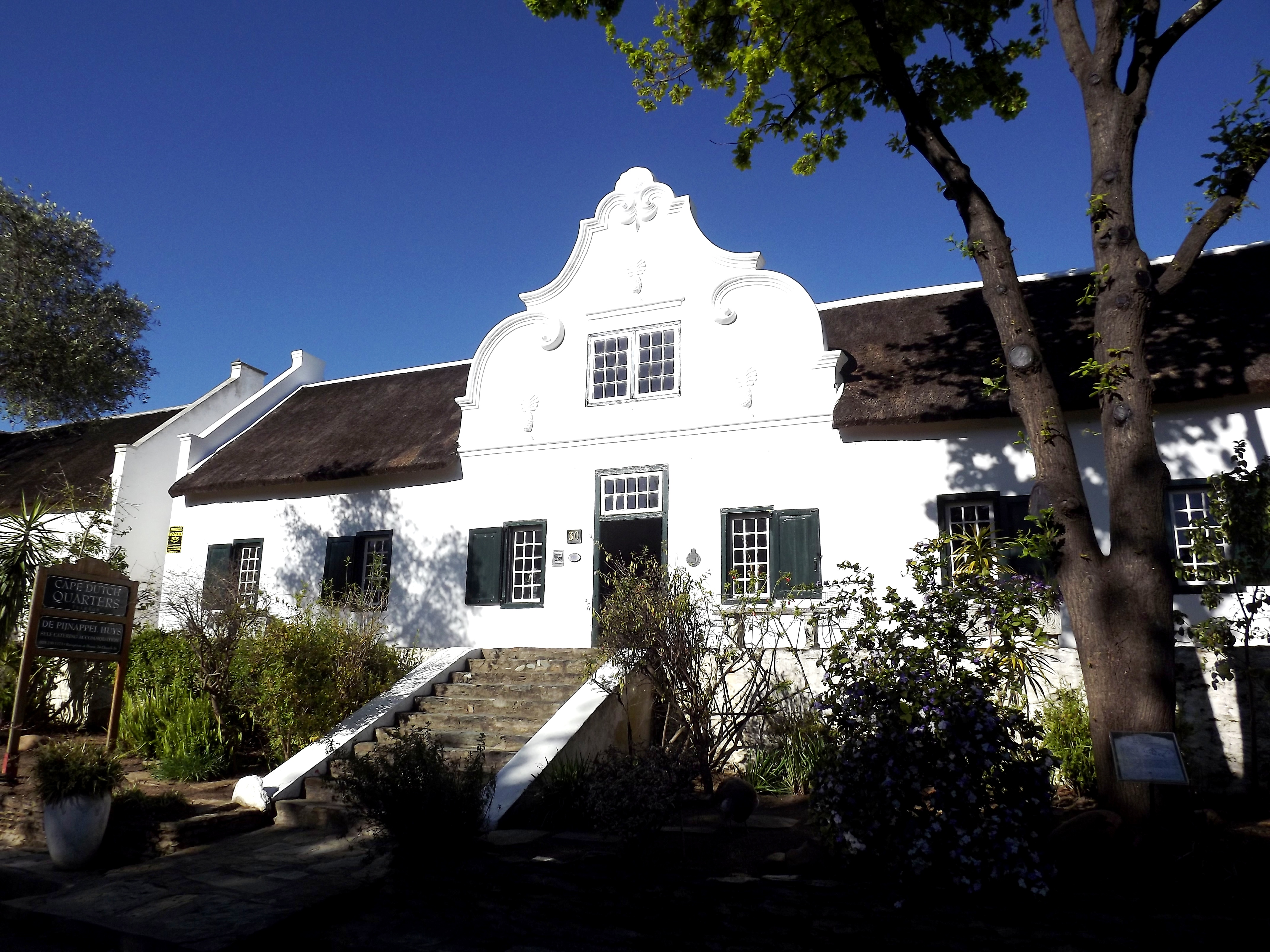
Maison de style Cape Dutch au 30 church street
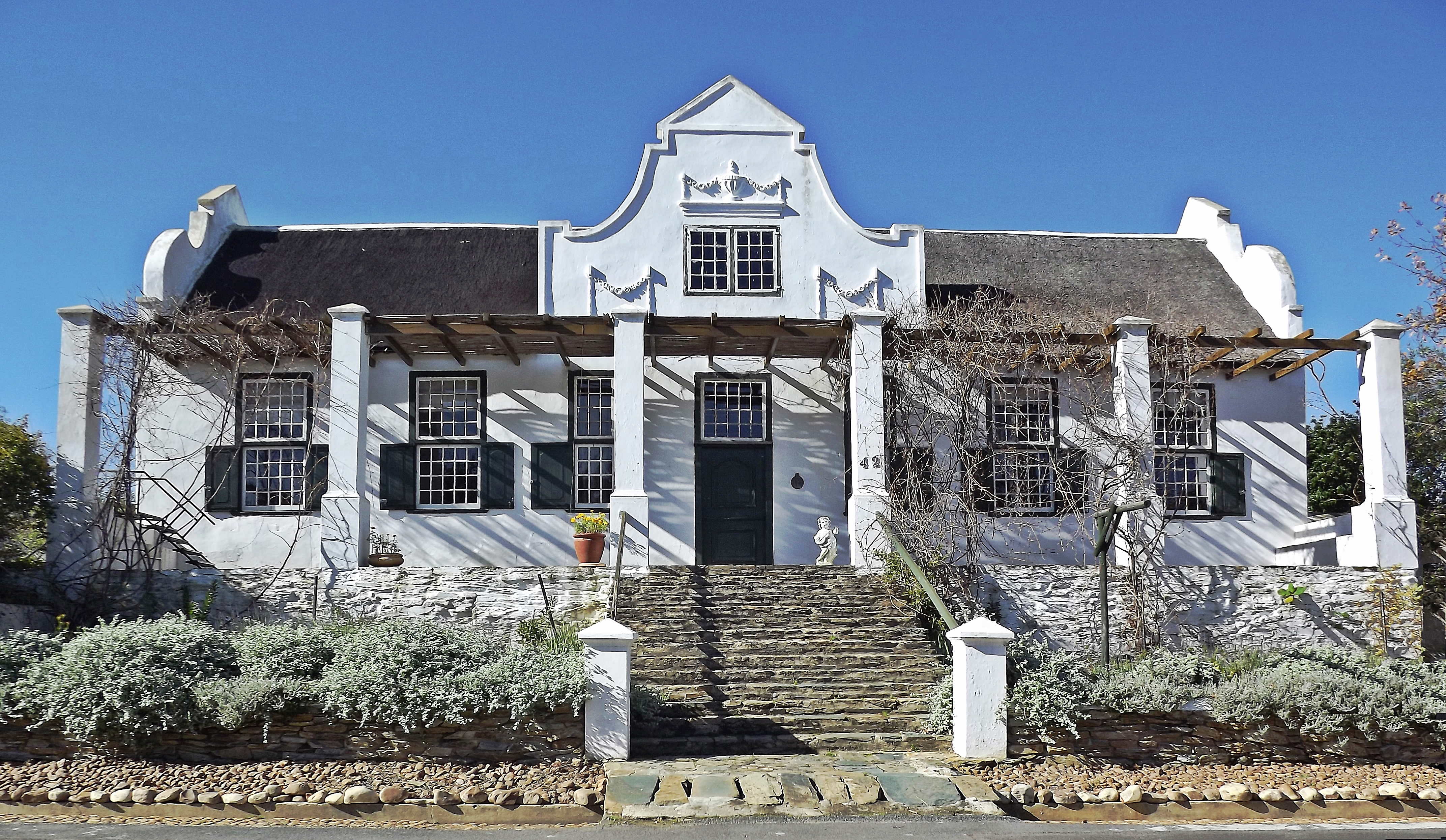
Maison de style Cape Dutch (1796) au 42 church street
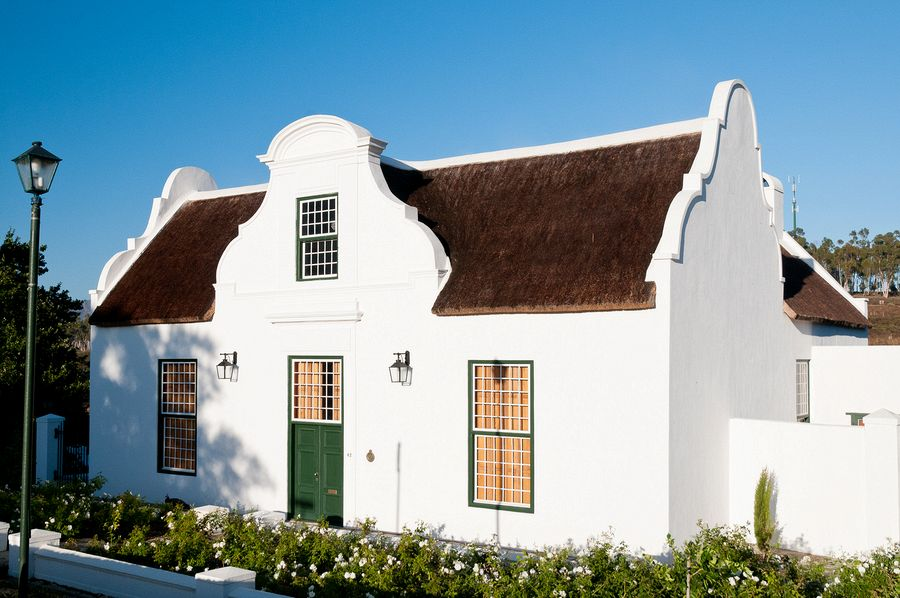
Maison de style Cape Dutch au 43 church street
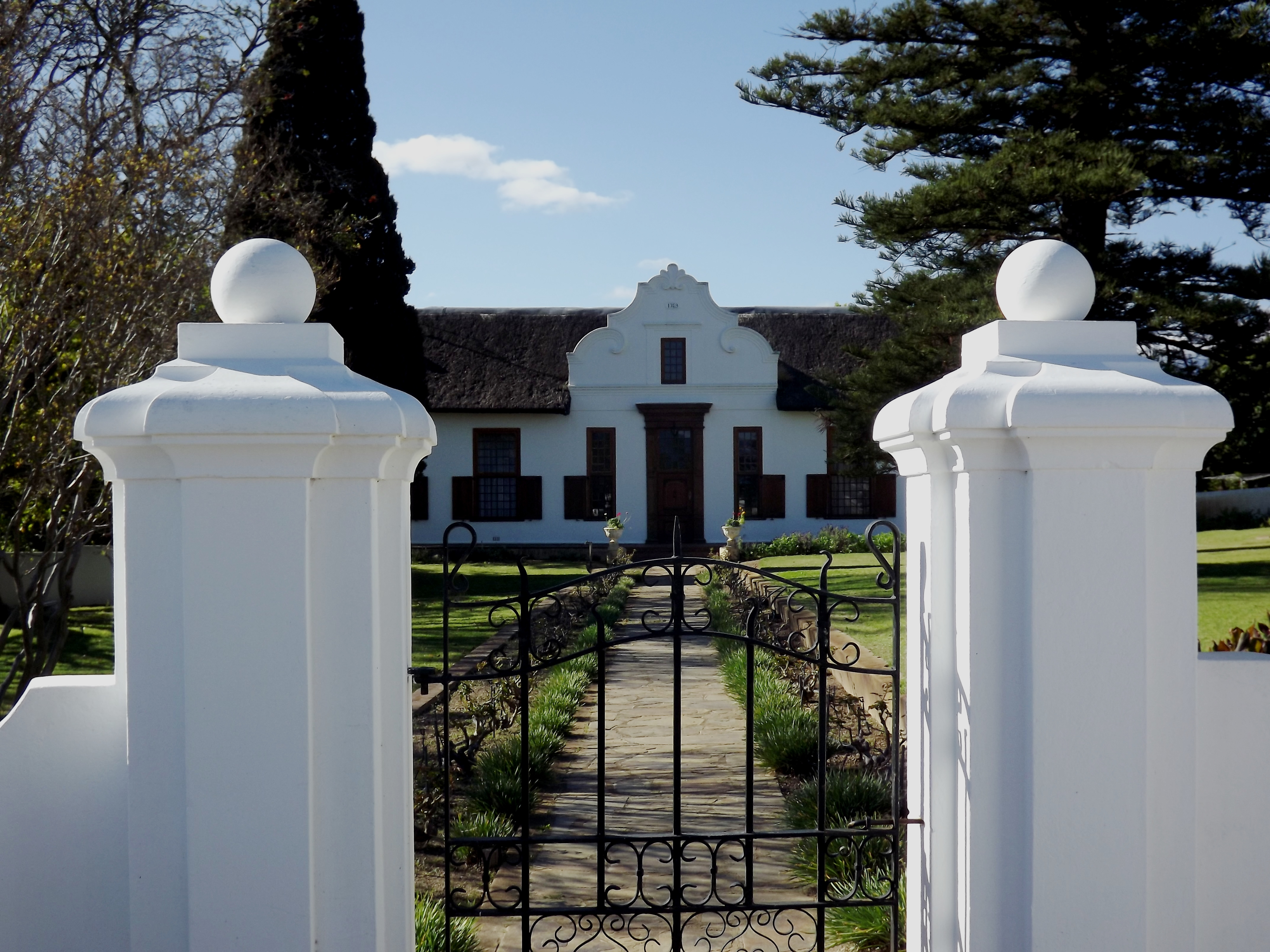
Maison de style Cape Dutch au 44 church street
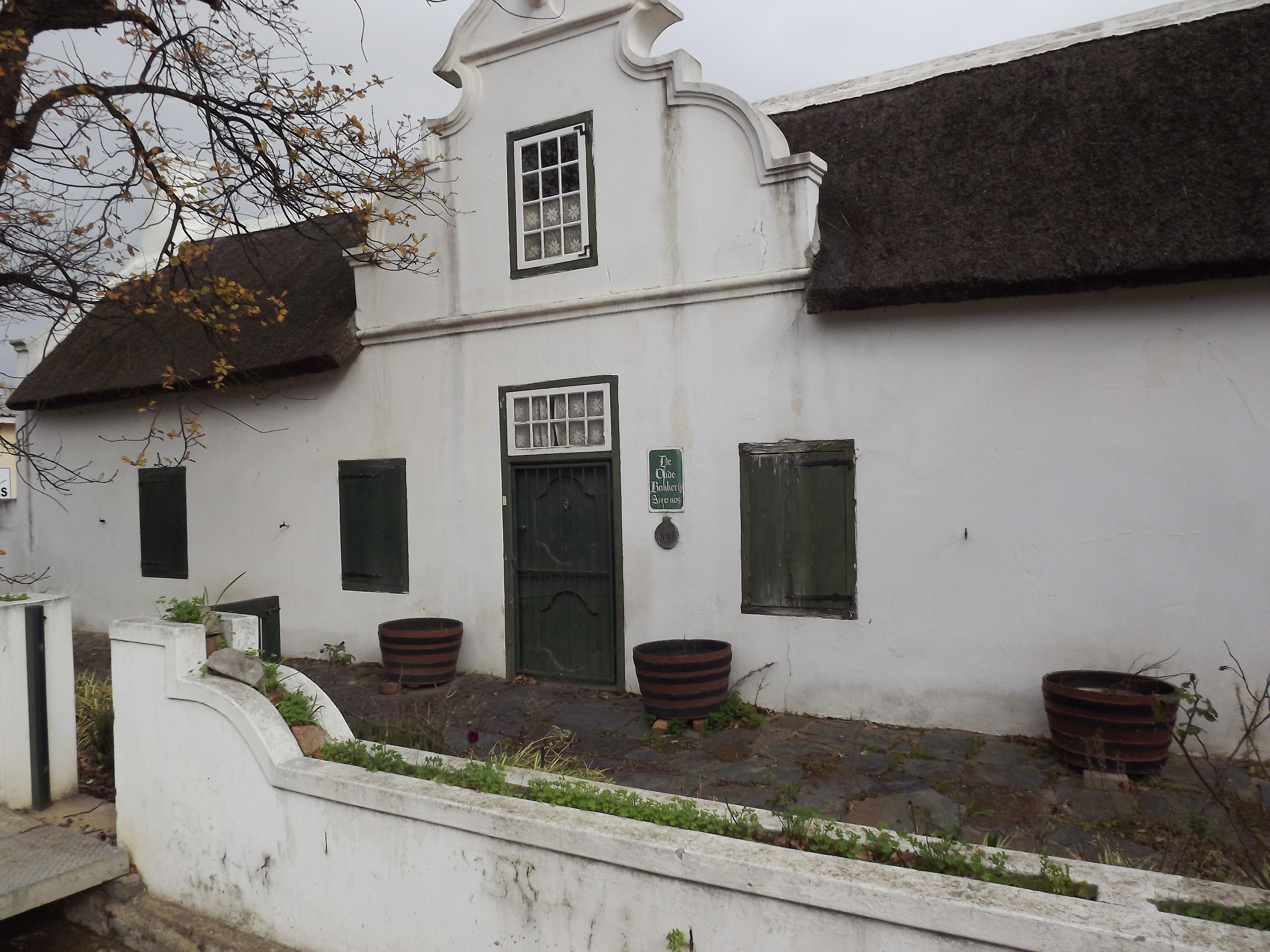
Maison de style Cape Dutch au 43 van der stel street